# 田中国夫

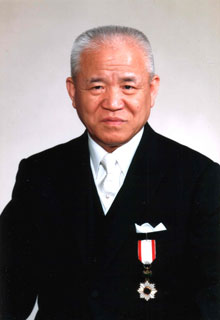
田中　国夫

田中 国夫（たなか くにお、1921年1月18日 - 2000年2月10日）は、日本の鍼灸師、マッサージ師。田中マッサージ院（姫路市）創設者。18歳で失明後、福祉活動に生涯を捧げる。兵庫県盲人福祉協会会長、姫路市身体障害者協会会長などを歴任。妻は田中静子（旧姓：長岡）、甥は建築家、長岡正芳。

## 生い立ち
兵庫県但馬地方に生まれ、学力優秀、スポーツ万能であった国夫は、18歳の時に突然、脳の視神経の病気により失明する。国夫の母はあらゆる病院に行き、診断してもらうが良くなることはなかった。第2次世界大戦が勃発。盲人となった国夫は戦争に行けなかったことを大きなコンプレックスとして感じ、そのパワーを後の人生へと転化することとなる。持ち前の知力と行動力で兵庫県盲学校を卒業。盲人弁論大会では周囲を驚かすほどの雄弁をみせる。戦後、焼け野原となった姫路にマッサージ院を開業。同様な盲人へ手をさしのべ、盲人も自立し、自ら金を稼ぎ生きていくことを教えた。物のない時代、国夫自身は何も食べずとも彼らに職と食を与え続けた。同郷である美方郡村岡町から長岡静子を妻として迎える。義父、長岡勇次は、国夫のことを我が子のように慕い、物や米のなかった時代、村岡から姫路までリュックに米を詰め、当時の汽車に乗り長い道中を何度も通った。国夫は勇次への感謝を忘れず生涯、妻の実家を大切にする。
記憶力に優れ、徳のある国夫は多くの人脈をつくり、福祉の活動を積極的に行う。暇さえあれば国会中継や、テープやラジオからの情報を全て記憶し、誰よりも知識と見識をもっている国夫は、選挙になれば必ず演説の依頼がくるなど、国夫の情の深い話に感動した人々から様々な講演依頼がくる。兵庫県盲人協会会長、姫路市身体障害者協会会長、日本盲人協会理事など多くの役を望まれ、自らも積極的に活動した。妻、静子は、目の不自由でありながら多くの活動をこなす国夫や、忙しくなった田中マッサージ院の経営など、全てを献身的に支え続けた。1992年（平成4年）、勲五等双光旭日章を受章した国夫は、夫婦で天皇より労いの言葉を受ける。このとき、失明し戦争に行けなかった悔しさや、戦後“なにくそ”と一代で田中マッサージ院を築き上げるまでの苦しさなど、様々なことが脳裏を横切ったという。しかし何よりも妻、静子の手を握りしめ、静子への言葉にならない感謝と礼でいっぱいであったという。
戦後の姫路市の街を先進的な福祉のまちに導き、多くの盲人に希望と勇気を与え、2000年（平成12年）2月10日、80年の人生の幕を閉じる。この日、日本国は国夫を従六位に叙するという通知を送る。

## 略歴
- 1921年1月18日 兵庫県養父郡関宮町に生まれる
- 1938年12月19日 姫路市白銀町兜坂鍼灸治療院に徒弟として入門
- 1944年3月23日 兵庫県盲学校鍼按科卒業（現兵庫県立視覚特別支援学校）
- 1945年7月4日 兵庫県美方郡熊次村にて業務に専念
- 1947年1月2日 姫路市呉服町にて田中マッサージ院開業
- 1949年6月15日 姫路市盲人協会 会長 就任
- 1951年7月11日 姫路市塩町77番地に新築・移転営業（現在所在地）
- 1953年10月1日 姫路市身体障害者協会 副会長 就任
- 1954年10月1日 兵庫県盲人協会常務理事として青年部長 就任、文化部長・総務部長 歴任
- 1954年5月30日 姫路市身体障害者協会表彰（団体育成功績）
- 1955年5月19日 兵庫県知事表彰（自立更生）
- 1962年4月1日 社団法人 兵庫県鍼灸マッサージ師会 理事 就任[1]
- 1967年5月23日 日本盲人会連合表彰（盲人団体育成強化功績）
- 1969年7月1日 兵庫県盲人協会 副会長 就任
- 1969年4月1日 財団法人 兵庫県身体障害者福祉団体連合会 常務理事 就任
- 1971年4月1日 社会福祉法人 日本盲人会連合福祉文教・職業経済委員 就任
- 1971年11月27日 兵庫県身体障害者福祉団体連合会表彰（福祉向上増進功績）
- 1973年4月26日 厚生大臣表彰（自立更生）
- 1974年5月1日 社団法人 兵庫県鍼灸マッサージ師会 副会長 就任[1]
- 1976年11月27日 兵庫県身体障害者福祉団体連合会長表彰（福祉団体育成功績）
- 1978年4月1日 社会福祉法人 日本盲人会連合評議員 就任
- 1978年12月12日 財団法人 兵庫県盲人福祉協会副会長 就任
- 1979年4月1日 姫路市長表彰（福祉増進功績）
- 1980年5月3日 兵庫県知事表彰（県政功労）
- 1980年5月1日 社団法人兵庫県鍼灸マッサージ師会 会長 就任[1]
- 1981年11月10日 姫路市社会福祉協議会理事長表彰（社会福祉増進功績）
- 1982年10月2日 兵庫県身体障害者福祉協議会理事長表彰（福祉団体育成強化功績）
- 1983年5月24日 日本身体障害者団体連合会長表彰（福祉増進功績）
- 1983年7月1日 財団法人 兵庫県盲人福祉協会 会長 就任
- 1984年3月1日 社会福祉法人 日本盲人会連合近畿ブロック協議会委員長 就任
- 1986年4月1日 社会福祉法人 日本盲人会連合会 理事 就任
- 1986年4月1日 姫路市長表彰（市民栄誉）
- 1986年11月3日 藍綬褒章 受章
- 1988年5月13日 日本盲人会連合会長表彰（礎賞）
- 1988年7月30日 紺綬褒章 受章
- 1989年4月1日 姫路市長表彰（市制100周年）
- 1990年4月1日 姫路市身体障害者協会 会長 就任
- 1991年11月3日 兵庫県知事表彰（兵庫県社会賞）
- 1992年5月3日 勲五等双光旭日章受章
- 1999年4月1日 姫路市長表彰（市制110周年）
- 2000年2月10日 従六位に叙する

## 受賞歴
- 厚生大臣表彰：自立更生
- 姫路市長表彰：福祉増進功績
- 兵庫県知事表彰：自立更生
- 藍綬褒章
- 紺綬褒章
- 日本盲人会連合会長表彰（礎賞）
- 姫路市長表彰（市制100周年）（市制110周年）
- 兵庫県知事表彰（兵庫県社会賞）
- 勲五等双光旭日章受章

## 関係団体
- 財団法人 兵庫県盲人福祉協会
- 社会福祉法人 日本盲人会連合会
- 社団法人 兵庫県鍼灸マッサージ師会
- 財団法人 兵庫県身体障害者福祉団体連合会